# Dérbi do norte de Londres
O dérbi do norte de Londres (em inglês: North London derby) é o confronto de futebol que envolve o Arsenal e o Tottenham Hotspur, ambos os clubes da zona norte de Londres, na Inglaterra. Os fãs de ambos os clubes consideram o outro como seu principal rival, e o clássico é considerado por muitos como um dos maiores do futebol inglês e mundial.  
O Arsenal joga seus jogos em casa no Emirates Stadium em Islington, enquanto o Tottenham Hotspur está sediado no Tottenham Hotspur Stadium, no bairro vizinho de Haringey. Os dois estádios estão a 4 milhas (6,4 km) de distância.

## Introdução
A rivalidade surgiu em 1913, com a mudança do Arsenal para o norte de Londres, quando passou a jogar em Highbury, em um local muito próximo ao estádio do Tottenham, o White Hart Lane. 
Intensificou-se ainda mais em 1919, com a polêmica votação das vagas na primeira divisão inglesa, que promoveu o Arsenal e rebaixou o Tottenham, enfurecendo seus diretores e torcedores.

## História

### Surgimento da rivalidade
O primeiro confronto entre as equipes ocorreu num amistoso em 19 de novembro de 1887, com vitória do Tottenham por 2 a 1 num jogo que terminou 15 minutos antes de tempo regulamentar por deficiência na iluminação. Pela Premier League, o primeiro jogo foi em 4 de dezembro de 1909 e o Arsenal venceu por 1 a 0.
Entretanto, o confronto se tornou de fato uma rivalidade no ano de 1913, quando o Arsenal se mudou para o distrito de Highbury, fixando-se no Arsenal Stadium (comumente chamado de Highbury devido ao nome do distrito), muito próximo ao White Hart Lane, casa do Tottenham. 
Os dois clubes haviam se tornado vizinhos, e uma rivalidade naturalmente surgiria ali. Após a mudança dos Gunners, o primeiro confronto realizado no norte de Londres aconteceu num amistoso em 22 de agosto de 1914, em White Hart Lane e, embora à época o Arsenal estivesse na segunda divisão e o Tottenham na primeira, os Gunners venceram por 5 a 1.
A rivalidade intensificou-se em 1919 quando, após a Primeira Guerra Mundial, a primeira divisão inglesa deveria receber duas novas equipes. Houve reuniões para decidir os dois clubes por meio de uma votação, e o 19° colocado, o Chelsea, que havia sido rebaixado, foi autorizado a permanecer, e ocupou assim uma das duas vagas. A segunda vaga poderia te sido atribuída ao Tottenham, que havia sido o 20° colocado na primeira divisão, ou ao Barnsley, que tinha terminado em 3º na segunda divisão. Porém, o Arsenal, juntamente com quatro outros clubes, também estava interessado nesta vaga.
Após o aval da presidente da liga e o presidente do Liverpool, devido à importância do clube na época, o Arsenal venceu a votação por dezoito votos, contra oito do Tottenham, cinco do Barnsley e mais dez votos distribuídos entre os outros clubes. Assim, o Arsenal estava na primeira divisão, e o Tottenham jogaria a segunda, decisão que enfureceu os diretores e torcedores dos Spurs e aumentou ainda mais a rivalidade.

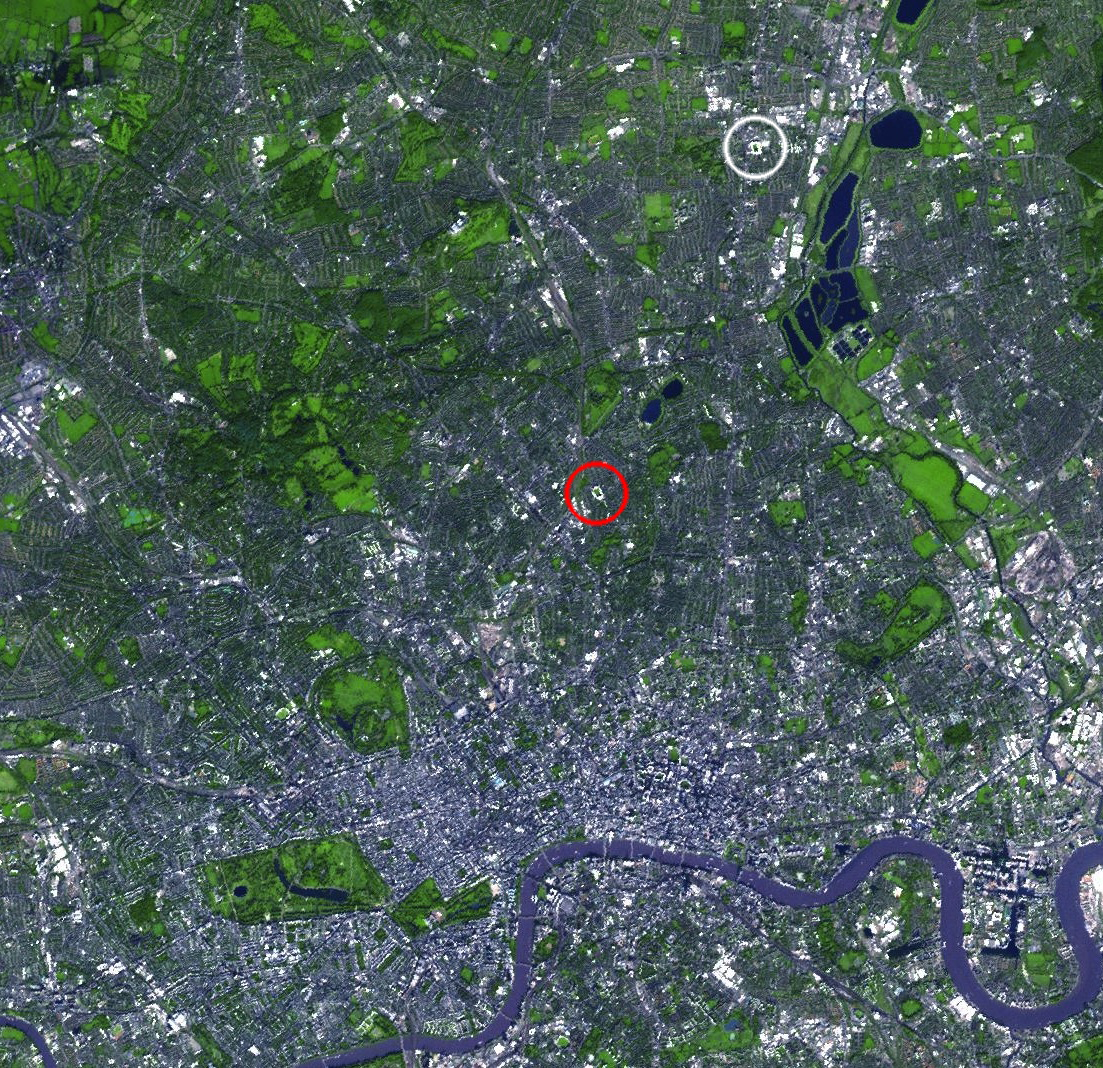
Estádios de Arsenal (vermelho) e Tottenham (branco), no norte de Londres, via satélite.

Desde 1950, em apenas uma temporada em que Arsenal e Tottenham não estiveram na mesma divisão, a de 1977-1978.

### Fatos recentes
Como acontece em grandes rivalidades, as gozações entre os dois lados é comum. Muitos dos jogadores que se transferem entre as duas equipes são tratados quase como inimigos pelos torcedores de seu antigo clube. Um exemplo recente é o do zagueiro Sol Campbell, que foi apelidado de "Judas" pela torcida dos Spurs depois que se transferiu para o Arsenal em 2001.
Exemplo mais recente é o de Emmanuel Adebayor, que chegou ao Tottenham em 2011, após ter atuado pelo Arsenal entre 2006 e 2009. Em partida realizada no dia 26 de fevereiro de 2012, no Emirates Stadium, casa do Arsenal, Adebayor foi vaiado a cada vez que tocava na bola. O jogo terminou 5 a 2 a favor do Arsenal, com Adebayor tendo marcado o segundo gol dos Spurs.
A vitória por 1 a 0 do Tottenham sobre o Arsenal em 10 de fevereiro de 2018 no Estádio de Wembley marcou a quebra do recorde de público do clássico e também da Premier League, até então, com 83.222 torcedores presentes.

## Estatísticas

### Histórico do confronto
- Atualizado até 15 de Janeiro de 2025

| Competição                 | Jogos | Vitórias do Arsenal | Empates | Vitórias do Tottenham | Gols do Arsenal | Gols do Tottenham |
| -------------------------- | ----- | ------------------- | ------- | --------------------- | --------------- | ----------------- |
| Campeonato Inglês          | 175   | 73                  | 48      | 55                    | 273             | 237               |
| Copa da Inglaterra         | 6     | 4                   | 0       | 2                     | 9               | 5                 |
| Copa da Liga Inglesa       | 14    | 7                   | 3       | 4                     | 21              | 19                |
| FA Community Shield        | 1     | 0                   | 1       | 0                     | 0               | 0                 |
| Total (oficial)            | 197   | 84                  | 52      | 61                    | 303             | 261               |
| Jogos locais antes de 1909 | 14    | 5                   | 3       | 6                     | 18              | 25                |
| Total                      | 211   | 89                  | 55      | 67                    | 321             | 286               |

1. ↑  Jogos disputados entre as equipes em ligas locais antes de ambas entrarem na Football League e se enfrentarem pela primeira vez, oficialmente, em 1909.

### Recordes
- Maior goleada do Arsenal: 6–0, 6 de março de 1935[2]
- Maior goleada do Tottenham: 5–0, por duas vezes, 25 de dezembro de 1911 e 4 de abril de 1983
- Maior número de gols: 9 gols, Arsenal 5–4 Tottenham, 13 de novembro de 2004
- Maiores artilheiros do Arsenal: Allan Sunderland, Emmanuel Adebayor e Robert Pirès; 8 gols
- Maior artilheiro do Tottenham: Harry Kane; 14 gols
- Jimmy Robertson e Emmanuel Adebayor foram os únicos jogadores a terem marcado gols no clássico por ambos.
- Maior invencibilidade do Arsenal: 21 jogos; de 19 de março de 2000 até 9 de janeiro de 2008.
- Maior invencibilidade do Tottenham: 5 jogos; quatro vezes.

### Confrontos eliminatórios
Listagem de duelos oficiais em mata-mata entre Arsenal e Tottenham.
| Temporada | Competição              | Fase             | Vencedor             |
| 1948–49   | Copa da Inglaterra      | 32-avos de final | Arsenal              |
| 1968–69   | Copa da Liga Inglesa    | Semifinal        | Arsenal              |
| 1980–81   | Copa da Liga Inglesa    | Oitavas de final | Tottenham            |
| 1981–82   | Copa da Inglaterra      | 32-avos de final | Tottenham            |
| 1983–84   | Copa da Liga Inglesa    | 16-avos de final | Arsenal              |
| 1986–87   | Copa da Liga Inglesa    | Semifinal        | Arsenal              |
| 1990–91   | Copa da Inglaterra      | Semifinal        | Tottenham            |
| 1991      | Supercopa da Inglaterra | Final            | Título compartilhado |
| 1992–93   | Copa da Inglaterra      | Semifinal        | Arsenal              |
| 2000–01   | Copa da Inglaterra      | Semifinal        | Arsenal              |
| 2006–07   | Copa da Liga Inglesa    | Semifinal        | Arsenal              |
| 2007–08   | Copa da Liga Inglesa    | Semifinal        | Tottenham            |
| 2010–11   | Copa da Liga Inglesa    | 16-avos de final | Arsenal              |
| 2013–14   | Copa da Inglaterra      | 32-avos de final | Arsenal              |
| 2015–16   | Copa da Liga Inglesa    | 16-avos de final | Arsenal              |
| 2018–19   | Copa da Liga Inglesa    | Quartas de final | Tottenham            |

### Torcidas
Considerando apenas os torcedores dos dois clubes na Inglaterra, o Arsenal é a terceira maior torcida do país, com 2.652.000 torcedores e o Tottenham a quinta, com 1.240.000, segundo pesquisa do Instituto Roy Morgan, em 2004. 
Já segundo pesquisa divulgada pelo Top Up TV, o Arsenal teria 16,5% dos torcedores da cidade de Londres e o Tottenham teria 9,6% da preferência dos torcedores locais, sendo a primeira e segunda maiores torcidas londrinas, embora a nível nacional o Chelsea apareça um pouco a frente do Tottenham.

### Maiores públicos
- Tottenham 1–0 Arsenal, 83.222, 10 de fevereiro de 2018, Campeonato Inglês, Estádio de Wembley (mando dos Spurs)[3]
- Tottenham 1–1 Arsenal, 81.332, 2 de março de 2019, Campeonato Inglês, Estádio de Wembley (mando dos Spurs)
- Tottenham 3–1 Arsenal, 77.893, 14 de abril de 1991, FA Cup, Estádio de Wembley (neutro)
- Tottenham 0–1 Arsenal, 76.263, 4 de abril de 1993, FA Cup, Estádio de Wembley (neutro)
- Arsenal 1–1 Tottenham, 72.164, 29 de setembro de 1951, Campeonato Inglês, Highbury (mando do Arsenal)

### Títulos
Listagem de competições oficiais, nos âmbitos nacional e internacional, e respectivo número de títulos de campeão conquistados por Arsenal FC e Tottenham Hotspur FC, que embora nunca tenham conquistado a Liga dos Campeões da UEFA, principal competição de futebol da Europa envolvendo clubes de futebol, já foram vice-campeões, o Arsenal em 2006 e o Tottenham em 2019.
| Competições nacionais       | Arsenal | Tottenham |
| --------------------------- | ------- | --------- |
| Campeonatos Inglês          | 13      | 2         |
| Copa da Inglaterra          | 14      | 8         |
| Copa da Liga Inglesa        | 2       | 4         |
| Supercopa da Inglaterra     | 16      | 7         |
| Total nacional              | 45      | 21        |
| Competições europeias       | Arsenal | Tottenham |
| Recopa Europeia da UEFA     | 1       | 1         |
| Taça UEFA/Liga Europa       | 0       | 3         |
| Taça das Cidades com Feiras | 1       | 0         |
| Total europeu               | 2       | 4         |
| Total Geral                 | 47      | 25        |